# Philosophie der Logik
Die Philosophie der Logik ist der Zweig der Philosophie, der sich mit dem Geltungsbereich und der Natur der Logik befasst. Sie untersucht die philosophischen Probleme, die durch die Logik aufgeworfen werden, wie die Vorannahmen, die oft implizit in Theorien der Logik und in ihren Anwendungen beteiligt sind. Dabei geht es um Fragen, wie Logik zu definieren ist und wie sich verschiedene logische Systeme zueinander verhalten. Dazu gehört auch die Untersuchung der Natur der grundlegenden Begriffe, die von der Logik verwendet werden, und der Beziehung der Logik zu anderen Disziplinen. Nach einer gängigen Charakterisierung ist die philosophische Logik der Teil der Philosophie der Logik, der die Anwendung logischer Methoden auf philosophische Probleme untersucht, oft in Form erweiterter logischer Systeme wie der Modallogik. Andere Theoretiker ziehen die Unterscheidung zwischen der Philosophie der Logik und der philosophischen Logik jedoch anders oder gar nicht. Die Metalogik ist als Disziplin eng mit der Philosophie der Logik verwandt, da sie die Eigenschaften formaler logischer Systeme, wie Konsistenz und Vollständigkeit, untersucht.
In der wissenschaftlichen Literatur finden sich verschiedene Charakterisierungen der Natur der Logik. Logik wird oft als das Studium der Denkgesetze, des korrekten Denkens, der gültigen Schlussfolgerung oder der logischen Wahrheit angesehen. Sie ist eine formale Wissenschaft, die untersucht, wie Konklusionen aus Prämissen auf themenneutrale Weise folgen, d. h. unabhängig von dem spezifischen Gegenstand, der besprochen wird. Eine Form der Untersuchung der Natur der Logik konzentriert sich auf die Gemeinsamkeiten zwischen verschiedenen logischen formalen Systemen und darauf, wie sie sich von nicht-logischen formalen Systemen unterscheiden. Wichtige Überlegungen in diesem Zusammenhang sind, ob das betreffende formale System mit grundlegenden logischen Intuitionen vereinbar ist und ob es vollständig ist. Verschiedene Konzeptualisierungen der Logik lassen sich danach unterscheiden, ob sie die Logik als das Studium von gültigen Schlussfolgerungen oder von logischen Wahrheiten definieren. Eine weitere Unterscheidung zwischen den Logikbegriffen beruht darauf, ob die Kriterien des gültigen Schlussfolgerns und der logischen Wahrheit in Bezug auf die Syntax oder die Semantik spezifiziert werden.
Oft werden verschiedene Arten von Logik unterschieden. Logik wird in der Regel als formale Logik verstanden und wird in diesem Artikel größtenteils auch als solche behandelt. Die formale Logik interessiert sich nur für die Form von Argumenten, die in einer formalen Sprache ausgedrückt werden, und konzentriert sich auf deduktive Schlussfolgerungen. Die informale Logik hingegen befasst sich mit einem viel breiteren Spektrum von Argumenten, die auch in der natürlichen Sprache vorkommen, einschließlich nicht-deduktiver Argumente. Die Korrektheit von Argumenten kann von anderen Faktoren als ihrer Form abhängen, etwa von ihrem Inhalt oder ihrem Kontext. Im 20. Jahrhundert wurden verschiedene logische formale Systeme oder Logiken entwickelt, und es ist die Aufgabe der Philosophie der Logik, sie zu klassifizieren, ihre Beziehungen zueinander aufzuzeigen und sich mit dem Problem zu befassen, wie es eine Vielzahl von Logiken im Gegensatz zu einer universell wahren Logik geben kann. Diese Logiken können unterteilt werden in klassische Logik, die in der Regel mit der Logik erster Stufe identifiziert wird, erweiterte Logiken und abweichende Logiken. Erweiterte Logiken übernehmen den grundlegenden Formalismus und die Axiome der klassischen Logik, erweitern sie jedoch mit neuen logischen Vokabeln. Abweichende Logiken hingegen lehnen bestimmte Kernannahmen der klassischen Logik ab und sind daher nicht mit ihr kompatibel.
Die Philosophie der Logik untersucht auch die Natur und die philosophischen Implikationen der Grundbegriffe der Logik. Dies schließt das Problem der Wahrheit ein, insbesondere der logischen Wahrheit, welche als Wahrheit definiert werden kann, die nur von den Bedeutungen der verwendeten logischen Begriffe abhängt. Eine weitere Frage betrifft die Natur von Prämissen und Konklusionen, d. h. ob sie als Gedanken, Propositionen oder Sätze zu verstehen sind und wie sie aus einfacheren Bestandteilen zusammengesetzt sind. Prämissen und eine Konklusion bilden zusammen eine Schlussfolgerung, die entweder deduktiv oder ampliativ sein kann, je nachdem, ob sie notwendigerweise wahrheitserhaltend ist oder neue und möglicherweise falsche Informationen einführt. Ein zentrales Anliegen der Logik ist die Frage, ob eine deduktive Schlussfolgerung gültig ist oder nicht. Gültigkeit wird oft in Bezug auf Notwendigkeit definiert, d. h. eine Schlussfolgerung ist nur dann gültig, wenn es unmöglich ist, dass die Prämissen wahr und die Konklusion falsch ist. Falsche Schlussfolgerungen und Argumente hingegen können ihre Konklusion nicht stützen. Sie können als formale oder informale Fehlschlüsse kategorisiert werden, je nachdem, ob sie zur formalen oder informalen Logik gehören. Die Logik beschäftigt sich meist mit definitorischen Regeln, also mit der Frage, welche Schlussregeln bestimmen, ob ein Argument gültig ist oder nicht. Ein gesondertes Forschungsthema betrifft die strategischen Regeln der Logik: die Regeln, die bestimmen, wie man von gewissen Prämissen ausgehend zu einer beabsichtigten Konklusion kommt, d. h. welche Schlussfolgerungen gezogen werden müssen, um dorthin zu gelangen.
Die Metaphysik der Logik befasst sich mit dem metaphysischen Status der Gesetze und Gegenstände der Logik. Ein wichtiger Streitpunkt in diesem Bereich besteht zwischen Realisten, die der Meinung sind, dass die Logik auf Tatsachen mit geistesunabhängiger Existenz basiert, und Antirealisten wie den Konventionalisten, die der Meinung sind, dass die Gesetze der Logik auf den Konventionen des Sprachgebrauchs beruhen. Die Logik ist eng mit verschiedenen Disziplinen verbunden. Eine zentrale Frage in Bezug auf die Ontologie betrifft die ontologischen Verpflichtungen, die mit der Verwendung der Logik verbunden sind, beispielsweise mit singulären Termen und Existenzquantoren. Eine wichtige Frage in der Mathematik ist, ob alle mathematischen Wahrheiten in den Axiomen der Logik zusammen mit der Mengenlehre begründet werden können. Weitere verwandte Gebiete sind die Informatik und die Psychologie.

## Definition und verwandte Disziplinen
Die Philosophie der Logik ist der Bereich der Philosophie, der die Natur der Logik untersucht. Wie viele andere Disziplinen beinhaltet auch die Logik verschiedene philosophische Vorannahmen, mit denen sich die Philosophie der Logik befasst. Die Philosophie der Logik kann in Analogie zu anderen disziplinspezifischen Zweigen der Philosophie verstanden werden: Derart wie die Philosophie der Wissenschaft philosophische Probleme untersucht, die von der Wissenschaft aufgeworfen werden, so untersucht die Philosophie der Logik philosophische Probleme, die von der Logik aufgeworfen werden.
Eine wichtige Frage, mit der sich die Philosophie der Logik befasst, ist, wie die Logik zu definieren ist, beispielsweise im Hinblick auf gültige Schlussfolgerungen oder logische Wahrheit. Dazu gehört auch die Frage, wie logische von nicht-logischen formalen Systemen zu unterscheiden sind.  Dies ist besonders wichtig, um die Beziehung zwischen den verschiedenen vorgeschlagenen logischen Systemen, sowohl klassischen als auch nicht-klassischen, zu klären und um zu beurteilen, ob alle diese Systeme tatsächlich als logische Systeme gelten. Die Philosophie der Logik untersucht auch, wie die grundlegenden Begriffe der Logik zu verstehen sind, wie Wahrheit, Prämisse, Konklusion, Schlussfolgerung, Argument und Gültigkeit. Sie versucht, die Beziehung zwischen der Logik und anderen Bereichen wie der Ontologie, der Mathematik und der Psychologie zu klären.
Die Philosophie der Logik ist eng mit der philosophischen Logik verwandt, aber es besteht keine allgemeine Übereinstimmung darüber, wie diese Disziplinen zueinander stehen. Einige Theoretiker verwenden diese beiden Begriffe für ein und dieselbe Disziplin, während andere sie als unterschiedliche Disziplinen betrachten. Nach letzterer Auffassung unterscheidet sich die philosophische Logik von der Philosophie der Logik insofern, als sie gewöhnlich als Anwendung logischer Methoden auf philosophische Probleme betrachtet wird, häufig durch die Entwicklung abweichender oder erweiterter Logiken. In diesem Sinne ist die philosophische Logik ein Forschungsbereich innerhalb der Philosophie der Logik, d. h. ein Teil der allgemeinen Untersuchung philosophischer Probleme, die durch die Logik aufgeworfen werden. Diese Form der Unterscheidung ist jedoch nicht allgemein anerkannt, und einige Autoren haben andere Charakterisierungen vorgeschlagen. Die enge Verbindung zwischen Logik und Philosophie spiegelt sich auch in der Tatsache wider, dass viele berühmte Logiker auch Philosophen waren. Die Philosophie der Logik ist eng mit der Metalogik verwandt, aber nicht identisch mit ihr. Die Metalogik untersucht die Eigenschaften formaler logischer Systeme, etwa ob ein gegebenes logisches System konsistent oder vollständig ist. Sie umfasst in der Regel das Studium der Semantik und Syntax formaler Sprachen und formaler Systeme.

## Natur der Logik
Der Begriff „Logik“ geht auf das griechische Wort λόγος logos zurück, das mit verschiedenen Bedeutungen in Verbindung gebracht wird, wie „Vernunft“, „Diskurs“ oder „Sprache“. Es gibt viele Meinungsverschiedenheiten darüber, was Logik ist und wie sie definiert werden sollte. Im Allgemeinen werden der Logik verschiedene Eigenschaften zugeschrieben, wie zum Beispiel, dass sie die Beziehung zwischen Prämissen und Konklusionen untersucht und dass dies auf eine themenneutrale Weise geschieht. Eine wichtige Aufgabe der Philosophie der Logik ist es, die Kriterien zu untersuchen, nach denen ein formales System als Logik gelten soll. Verschiedene Auffassungen von Logik verstehen sie entweder auf der Grundlage gültiger Schlussfolgerungen oder logischer Wahrheit. Die Kriterien des gültigen Schließens und der logischen Wahrheit können ihrerseits auf unterschiedliche Weise spezifiziert werden: basierend auf syntaktischen oder semantischen Überlegungen.

### Allgemeine Merkmale
Traditionell wird Logik oft als die Disziplin verstanden, die Denkgesetze untersucht. Ein Problem für diese Charakterisierung ist, dass die Logik keine empirische Disziplin ist, die die Regelmäßigkeiten im tatsächlichen menschlichen Denken untersucht: Dieses Thema gehört zur Psychologie. Dies wird besser durch eine andere Charakterisierung erfasst, die manchmal in der Literatur zu finden ist: Die Logik befasst sich mit den Gesetzen des richtigen Denkens oder, genauer gesagt, des richtigen Schlussfolgerns. Dies spiegelt die praktische Bedeutung der Logik als Werkzeug zur Verbesserung des eigenen Denkens wider, indem man gute Schlüsse zieht und sich möglicher Fehler bewusst wird. Die Logik wurde auch als die Wissenschaft der gültigen Argumentation definiert. Dies spiegelt die Definition in Bezug auf das Schlussfolgern wider, da Argumentation als äußerer Ausdruck des inneren Schlussfolgerns verstanden werden kann.
Die Logik wird oft als formale Grundlage allen Wissens angesehen. Als formale Wissenschaft steht sie im Gegensatz zu den materiellen oder empirischen Wissenschaften, wie der Physik oder der Biologie, da sie sich hauptsächlich mit inferenziellen Beziehungen zwischen Propositionen beschäftigt, nicht aber damit, ob diese Propositionen tatsächlich wahr sind. Wenn man beispielsweise aus der Proposition „Alle Monde bestehen aus Käse“ ableitet, dass „der Mond der Erde aus Käse besteht“, so ist dies eine gültige Schlussfolgerung. Der Fehler in diesem Beispiel ist auf eine falsche Prämisse zurückzuführen, die zur empirischen Astronomie gehört.
Ein zentrales Merkmal der Logik ist, dass sie themenneutral ist. Dies bedeutet, dass sie sich mit der Gültigkeit von Argumenten beschäftigt, unabhängig vom Gegenstand dieser Argumente. In diesem Sinne befassen sich die regulären Wissenschaften mit dem korrekten Denken innerhalb eines bestimmten Forschungsgebiets, beispielsweise in Bezug auf materielle Körper für die klassische Mechanik oder Lebewesen für die Biologie, während sich die Logik mit dem korrekten Denken im Allgemeinen befasst, welches für alle diese Disziplinen gilt. Ein Problem bei dieser Charakterisierung ist, dass nicht immer klar ist, wie die Begriffe „themenneutral“ und „Gegenstand“ in diesem Zusammenhang zu verstehen sind. So könnte man zum Beispiel argumentieren, dass die Logik erster Stufe aufgrund ihrer Verwendung von singulären Termen und Quantoren Individuen zum Gegenstand hat und daher nicht vollständig themenneutral ist. Eine eng verwandte Charakterisierung besagt, dass sich die Logik eher mit der Form von Argumenten als mit ihrem Inhalt befasst. Aus dieser Sicht können die regulären Wissenschaften als Suche nach wahren Prämissen angesehen werden, während die Logik untersucht, wie man Schlussfolgerungen aus diesen oder anderen Prämissen zieht. Aber auch diese Charakterisierung ist nicht unproblematisch, da es schwierig ist, zwischen Form und Inhalt zu unterscheiden. Da beispielsweise die temporale Logik von der Zeit spricht, würde dies zu der unplausiblen Konklusion führen, dass die Zeit zur Form und nicht zum Inhalt von Argumenten gehört. Diese Schwierigkeiten haben einige Theoretiker daran zweifeln lassen, dass die Logik einen klar bestimmbaren Geltungsbereich oder einen wesentlichen Charakter hat.

### Logische und nicht-logische formale Systeme
Ein Ansatz zur Bestimmung der Natur der Logik besteht darin, die verschiedenen formalen Systeme, die als „Logiken“ bezeichnet werden, zu untersuchen, um herauszufinden, was für sie alle wesentlich ist, d. h. was sie zu Logiken macht. Formale Systeme der Logik sind Systematisierungen logischer Wahrheiten, die auf bestimmten Prinzipien basieren, den sogenannten Axiomen. Was die formale Logik betrifft, so ist eine zentrale Frage in der Philosophie der Logik, was ein formales System zu einem System der Logik macht und nicht zu einer Sammlung bloßer Zeichen zusammen mit Regeln, wie diese Zeichen zu manipulieren sind. Es wurde argumentiert, dass eine zentrale Anforderung darin besteht, dass die Zeichen, und wie sie manipuliert werden, so interpretiert werden können, dass sie die grundlegenden Intuitionen über gültige Argumente widerspiegeln. Dies würde zum Beispiel bedeuten, dass es Wahrheitswerte gibt und dass das Verhalten einiger Zeichen dem von logischen Operatoren wie Negation oder Konjunktion entspricht. Basierend auf dieser Charakterisierung vertreten einige Theoretiker die Auffassung, dass bestimmte formale Systeme, wie etwa die dreiwertige Logik oder die Fuzzylogik, zu weit vom allgemein akzeptierten Begriff der Logik abweichen, um als logische Systeme betrachtet zu werden. Eine solche Position kann auf der Grundlage der Idee verteidigt werden, dass sie durch die Ablehnung einiger grundlegender logischer Annahmen eine zu radikale Abkehr von grundlegenden logischen Intuitionen beinhalten, um als Logik betrachtet zu werden. Es wurde vorgeschlagen, dass die Ablehnung des Prinzips der Bivalenz der Wahrheit, d. h. dass Propositionen entweder wahr oder falsch sind, einen solchen Fall darstellt.
Metalogiker vertreten zuweilen die Auffassung, dass logische Vollständigkeit eine notwendige Voraussetzung logischer Systeme ist. Ein formales System ist vollständig, wenn es möglich ist, aus seinen Axiomen jeden Satz abzuleiten, der zu ihm gehört. Dies würde bedeuten, dass nur formale Systeme, die vollständig sind, als logische Systeme verstanden werden sollten. Ein umstrittenes Argument für diesen Ansatz ist, dass unvollständige Theorien nicht vollständig formalisiert werden können, was im Widerspruch zum formalen Charakter der Logik steht. Nach dieser Auffassung stellt die Logik erster Stufe ein logisches System dar. Dies würde aber auch bedeuten, dass „Logiken“ höherer Stufe aufgrund ihrer Unvollständigkeit streng genommen keine Logiken sind.

### Konzeptualisierung anhand von gültiger Schlussfolgerung oder logischer Wahrheit
Die Logik wird häufig als das Studium gültiger oder korrekter Schlussfolgerungen definiert. Nach dieser Auffassung ist es die Aufgabe der Logik, eine allgemeine Darstellung des Unterschieds zwischen richtigen und falschen Schlussfolgerungen zu liefern. Eine Schlussfolgerung ist eine Reihe von Prämissen zusammen mit einer Konklusion. Eine Schlussfolgerung ist gültig, wenn die Konklusion aus den Prämissen folgt, d. h. wenn die Wahrheit der Prämissen die Wahrheit der Konklusion gewährleistet. Eine andere Möglichkeit, Logik zu definieren, ist als das Studium der logischen Wahrheit. Die logische Wahrheit ist eine besondere Form der Wahrheit, da sie nicht davon abhängt, wie die Dinge sind, also davon, welche mögliche Welt wirklich ist. Stattdessen ist eine logisch wahre Proposition in allen möglichen Welten wahr. Ihre Wahrheit beruht ausschließlich auf der Bedeutung der darin enthaltenen Begriffe, unabhängig von allen empirischen Tatsachen. Es gibt eine wichtige Verbindung zwischen diesen beiden Konzeptualisierungen: Ein Schluss von den Prämissen auf eine Konklusion ist gültig, wenn die materiale Implikation von den Prämissen zu der Konklusion logisch wahr ist. Beispielsweise ist die Schlussfolgerung von „Rosen sind rot und Gras ist grün“ zu „Rosen sind rot“ gültig, da die materiale Implikation „wenn Rosen rot und Gras grün sind, dann sind Rosen rot“ logisch wahr ist.

### Konzeptualisierung anhand von Syntax oder Semantik
Ob Logik als das Studium von gültigen Schlussfolgerungen oder der logischen Wahrheit definiert wird, lässt die genauen Kriterien dieser Begriffe offen. Es gibt zwei wichtige Möglichkeiten, diese Kriterien zu spezifizieren: den syntaktischen und den semantischen Ansatz, manchmal auch als deduktiv-theoretischer und modelltheoretischer Ansatz bezeichnet. In diesem Sinne kann eine Logik als eine formale Sprache zusammen mit entweder einer deduktiv-theoretischen oder einer modelltheoretischen Darstellung der logischen Konsequenzrelation definiert werden. Der syntaktische Ansatz versucht, diese Merkmale nur auf der Grundlage syntaktischer oder formaler Merkmale der Prämissen und der Konklusion zu erfassen. Dies wird in der Regel dadurch erreicht, dass sie durch eine formale Symbolik ausgedrückt werden, um diese Merkmale explizit und unabhängig von den Mehrdeutigkeiten und Unregelmäßigkeiten der natürlichen Sprache zu machen. In diesem Formalismus hängt die Gültigkeit von Argumenten nur von der Struktur des Arguments ab, insbesondere von den logischen Konstanten, die in den Prämissen und der Konklusion verwendet werden. Nach dieser Auffassung ist eine Proposition dann und nur dann eine logische Folge einer Gruppe von Prämissen, wenn der Satz aus diesen Prämissen ableitbar ist. Diese Ableitung geschieht unter Verwendung von Schlussregeln. Dies bedeutet, dass es für ein gültiges Argument nicht möglich ist, wahre Prämissen mit einer falschen Konklusion zu erzeugen, indem ihre Bestandteile durch Elemente ersetzt werden, die zu ähnlichen Kategorien gehören, wobei die logischen Konstanten beibehalten werden. Im Falle logischer Wahrheiten kann eine solche Substitution sie nicht falsch machen. Verschiedene Gruppen von Schlussregeln bilden unterschiedliche deduktive Systeme, z. B. die der klassischen Logik oder die der intuitionistischen Logik. Ob eine Proposition eine logische Konsequenz ist, hängt also nicht nur von den Prämissen ab, sondern auch vom verwendeten deduktiven System.
Ein Problem des syntaktischen Ansatzes besteht darin, dass die Verwendung einer formalen Sprache für ihn von zentraler Bedeutung ist. Aber das Problem der Logik, d. h. des gültigen Schließens und der logischen Wahrheit, findet sich nicht nur in formalen Sprachen, sondern auch in natürlichen Sprachen. Aber auch im Rahmen der formalen Sprachen wirft das Problem der Wahrheit eine Vielzahl von Problemen auf, die oft eine reichhaltigere Metasprache erfordern, um angemessen behandelt werden zu können. Dies gefährdet den syntaktischen Ansatz, selbst wenn er auf formale Sprachen beschränkt ist. Eine weitere Schwierigkeit besteht darin, dass oft nicht klar ist, wie formale von nicht-formalen Merkmalen, also logische von nicht-logischen Symbolen, zu unterscheiden sind. Diese Unterscheidung ist das Herzstück des syntaktischen Ansatzes, aufgrund ihrer Rolle bei der Definition gültiger Schlussfolgerungen oder logischer Wahrheiten.
Der semantische Ansatz hingegen konzentriert sich auf die Beziehung zwischen Sprache und Realität. In der Logik wird die Untersuchung dieser Beziehung oft als Modelltheorie bezeichnet. Aus diesem Grund wird der semantische Ansatz auch als modelltheoretische Konzeptualisierung der Logik bezeichnet. Er wurde ursprünglich von Alfred Tarski entwickelt und charakterisiert die logische Wahrheit nicht in Bezug auf die in Sätzen verwendeten logischen Konstanten, sondern basierend auf mengentheoretischen Strukturen, die zur Interpretation dieser Sätze verwendet werden. Die Idee hinter diesem Ansatz ist, dass Sätze nicht an sich wahr oder falsch sind, sondern nur in Bezug auf eine Interpretation wahr oder falsch sind. Interpretationen werden in der Regel mengentheoretisch als Funktionen zwischen im Satz verwendeten Symbolen und einer Domäne von Objekten verstanden. Eine solche Funktion ordnet Konstantensymbolen einzelne Elemente der Domäne und Prädikate Tupel von Elementen der Domäne zu. Eine Interpretation eines Satzes (oder einer Theorie, die aus mehreren Sätzen besteht) wird als Modell dieses Satzes bezeichnet, wenn der Satz nach dieser Interpretation wahr ist. Ein Satz ist logisch wahr, wenn er in jeder Interpretation wahr ist, d. h. wenn jede Interpretation ein Modell dieses Satzes ist. In diesem Fall ist der Satz immer wahr, unabhängig davon, wie die Interpretationsfunktion und die Domäne der Objekte, auf die sie verweist, definiert sind. Wenn Interpretationen in Bezug auf mögliche Welten verstanden werden, können logisch wahre Sätze als Sätze angesehen werden, die in jeder möglichen Welt wahr sind. In Bezug auf gültige Argumente ausgedrückt: Ein Argument ist dann und nur dann gültig, wenn seine Konklusion in allen möglichen Welten wahr ist, in denen seine Prämissen wahr sind.
Diese Konzeptualisierung vermeidet die Probleme des syntaktischen Ansatzes, die mit der Schwierigkeit verbunden sind, zwischen logischen und nicht-logischen Symbolen zu unterscheiden. Sie hat aber auch mit anderen eigenen Problemen zu kämpfen. Einerseits teilt sie mit dem syntaktischen Ansatz das Problem, dass sie eine Metasprache benötigt, um das Problem der Wahrheit anzugehen. Sie setzt daher eine formale Sprache voraus, die aus einer Perspektive außerhalb ihrer selbst untersucht werden kann. Dies wirft Probleme bei der Verallgemeinerung ihre Einsichten auf die Logik der Sprache im Allgemeinen als allumfassendes Medium auf. Andererseits ignoriert sie die Beziehung zwischen Sprache und Welt, da sie Wahrheit auf der Grundlage der Interpretation definiert, die nur zwischen Symbolen und mengentheoretischen Objekten stattfindet.

## Arten von Logiken
Das Problem, sich zwischen einer Vielzahl von konkurrierenden logischen Systemen entscheiden zu müssen, ist relativ neu. Lange Zeit in der Geschichte wurde die aristotelische Syllogistik als Kanon der Logik behandelt, und es gab über zweitausend Jahre lang nur sehr wenige wesentliche Verbesserungen an ihr, bis die Werke von George Boole, Bernard Bolzano, Franz Brentano, Gottlob Frege und anderen erschienen. Diese Entwicklungen wurden häufig durch die Notwendigkeit vorangetrieben, die Ausdrucksflexibilität der Logik zu erhöhen und sie an bestimmte Anwendungsbereiche anzupassen. Ein zentrales Problem in der Philosophie der Logik, das durch die gegenwärtige Verbreitung logischer Systeme aufgeworfen wird, besteht darin, zu erklären, wie diese Systeme miteinander in Beziehung stehen. Dies bringt die Frage mit sich, warum all diese formalen Systeme den Titel „Logik“ verdienen. Eine weitere Frage ist, ob nur eines dieser Systeme das richtige ist oder wie eine Vielzahl von logischen Systemen anstelle einer einzigen universellen Logik möglich ist. Der Monismus ist die These, dass nur eine Logik richtig ist, während der Pluralismus zulässt, dass verschiedene alternative logische Systeme für verschiedene Diskursbereiche richtig sein können. Es wurde auch vorgeschlagen, dass es möglicherweise einen universellen Begriff der Logik gibt, der allen verschiedenen logischen Systemen zugrunde liegt und sie vereint.

### Formal und informal
Die Logik und die Philosophie der Logik haben sich traditionell vor allem auf formale Argumente konzentriert, d. h. auf Argumente, die in einer formalen Sprache ausgedrückt werden. Sie umfassen aber auch das Studium informaler Argumente, die in der natürlichen Sprache vorkommen. Die formale Logik wird normalerweise als die paradigmatische Form der Logik angesehen, aber verschiedene moderne Entwicklungen haben die Bedeutung der informalen Logik für viele praktische Zwecke hervorgehoben, bei denen die formale Logik nicht in der Lage ist, alle Probleme allein zu lösen. Sowohl die formale als auch die informale Logik zielen darauf ab, die Korrektheit von Argumenten zu bewerten. Die formale Logik schränkt sich jedoch hinsichtlich der Faktoren ein, die herangezogen werden, um genaue Kriterien für diese Bewertung zu liefern. Die informale Logik versucht, verschiedene zusätzliche Faktoren zu berücksichtigen und ist daher für viele Argumente außerhalb des Bereichs der formalen Logik relevant, allerdings auf Kosten von Genauigkeit und allgemeiner Regeln. Argumente, die diese Bewertung nicht bestehen, werden als Fehlschlüsse bezeichnet. Formale Fehlschlüsse sind Fehlschlüsse im Bereich der formalen Logik, während informale Fehlschlüsse zur informalen Logik gehören.
Die formale Logik befasst sich mit der Gültigkeit von Schlussfolgerungen oder Argumenten allein aufgrund ihrer Form, d. h. unabhängig von ihrem spezifischen Inhalt und dem Kontext, in dem sie verwendet werden. Dies geschieht in der Regel durch Abstraktion, indem einzelne Argumente als Instanzen einer bestimmten Argumentform angesehen werden. Argumentformen werden dadurch definiert, wie ihre logischen Konstanten und Variablen zueinander in Beziehung stehen. Auf diese Weise können verschiedene Argumente mit sehr unterschiedlichen Inhalten dieselbe logische Form haben. Ob ein Argument gültig ist, hängt nur von seiner Form ab. Ein wichtiges Merkmal der formalen Logik ist, dass bei einem gültigen Argument die Wahrheit der Prämissen die Wahrheit der Konklusion garantiert, d. h. es ist unmöglich, dass die Prämissen wahr und die Konklusion falsch sind.
Ein schwerwiegendes Problem bei der Verwendung der formalen Logik zur Formulierung von Theorien aus verschiedenen Bereichen besteht darin, dass diese Theorien in eine formale Sprache übersetzt werden müssen, üblicherweise in die Sprache der Logik erster Stufe. Dies ist notwendig, da die formale Logik nur für eine bestimmte formale Sprache definiert ist: Sie ist daher nicht direkt auf viele anders ausgedrückte Argumente anwendbar. Derartige Übersetzungen können eine Herausforderung darstellen, da formale Sprachen oft recht restriktiv sind. Zum Beispiel fehlen ihnen häufig viele der informalen Mittel, die in der natürlichen Sprache zu finden sind. Ein wiederkehrendes Problem betrifft das Wort „ist“ in der deutschen Sprache, das je nach Kontext eine Vielzahl von Bedeutungen hat, wie Identität, Existenz, Prädikation, Klassenzugehörigkeit oder Ort.
Die informale Logik hingegen hat eine konkretere Ausrichtung, indem sie versucht zu beurteilen, ob ein bestimmtes Argument gut oder schlecht ist. Dies bringt die Notwendigkeit mit sich, nicht nur die allgemeine Form des fraglichen Arguments zu untersuchen, sondern auch die Inhalte, die als Prämissen in diesem Argument vorkommen, und den Kontext, in dem dieses Argument verwendet wird. Das bedeutet, dass dasselbe Argument sowohl gut sein kann, wenn es in einem Kontext verwendet wird, als auch schlecht, wenn es in einem anderen Kontext verwendet wird. Beispielsweise versucht ein Strohmann-Argument, die Position des Gegners zu überwinden, indem man ihm eine schwache Position zuschreibt und dann beweist, dass diese Position falsch ist. In einem Kontext, in dem der Gegner diese Position nicht vertritt, ist das Argument schlecht, während es ein gutes Argument gegen einen Gegner sein kann, der tatsächlich die Strohmannposition verteidigt. Die in der informalen Logik untersuchten Argumente werden normalerweise in natürlicher Sprache ausgedrückt.
Die informale Logik sieht sich nicht mit der Notwendigkeit konfrontiert, natürlichsprachliche Argumente in eine formale Sprache zu übersetzen, um sie bewerten zu können. Auf diese Weise vermeidet sie verschiedene Probleme, die mit dieser Übersetzung verbunden sind. Viele Probleme, die die Verwendung der natürlichen Sprache mit sich bringt, werden aber so nicht gelöst, wie Mehrdeutigkeiten, vage Ausdrücke oder die implizite Annahme von Prämissen, anstatt sie explizit anzugeben. Viele der in der informalen Logik diskutierten Fehlschlüsse ergeben sich direkt aus diesen Merkmalen. Dies betrifft beispielsweise die Fehlschlüsse der Ambiguität und der Annahme.

### Klassisch und nicht-klassisch
Innerhalb des Bereichs der formalen Logik besteht eine wichtige Unterscheidung zwischen klassischer und nicht-klassischer Logik. Der Begriff klassische Logik bezieht sich in erster Linie auf die Aussagenlogik und die Logik erster Stufe. Sie ist das vorherrschende logische System, das von den meisten Theoretikern akzeptiert und verwendet wird. Aber die Philosophie der Logik befasst sich auch mit nicht-klassischen oder alternativen Logiken. Diese werden manchmal in erweiterte Logiken und abweichende Logiken unterteilt. Erweiterte Logiken sind Erweiterungen der klassischen Logik, d. h. sie akzeptieren den grundlegenden Formalismus und die Axiome der klassischen Logik, erweitern sie aber mit neuen logischen Vokabeln, wie die Einführung von Symbolen für „Möglichkeit“ und „Notwendigkeit“ in der Modallogik oder von Symbolen für „manchmal“ und „immer“ in der temporalen Logik. Abweichende Logiken hingegen lehnen bestimmte Kernannahmen der klassischen Logik ab. Sie verwenden Axiome, die sich von denen der klassischen Logik unterscheiden und die häufig die Gültigkeit von Schlussfolgerungen stärker einschränken. Sie sind „abweichend“ in dem Sinne, dass sie mit der klassischen Logik unvereinbar sind und als ihre Rivalen angesehen werden können.

#### Klassisch
Der Begriff klassische Logik bezieht sich in erster Linie auf die Aussagenlogik und die Logik erster Stufe. Sie wird in der Regel von Philosophen als die paradigmatische Form der Logik behandelt und in verschiedensten Bereichen verwendet. Sie befasst sich mit einer kleinen Anzahl zentraler logischer Begriffe und legt fest, welche Rolle diese Begriffe beim Ziehen gültiger Schlüsse spielen. Zu diesen Kernbegriffen gehören Quantoren, die Ideen wie „alle“ und „einige“ ausdrücken, und propositionale Konnektoren, wie „und“, „oder“ und „wenn-dann“. Unter den nicht-logischen Begriffen besteht eine wichtige Unterscheidung zwischen singulären Termen und Prädikaten. Singuläre Terme stehen für Objekte und Prädikate für Eigenschaften oder Beziehungen zwischen diesen Objekten. In dieser Hinsicht unterscheidet sich die Logik erster Stufe von der traditionellen aristotelischen Logik, der Prädikate für Beziehungen fehlten. Die Logik erster Stufe erlaubt die Quantifizierung nur über Individuen, im Gegensatz zur Logik höherer Stufe die Quantifizierung auch über Prädikate erlaubt.

#### Erweitert
Erweiterte Logiken akzeptieren die Axiome und das Kernvokabular der klassischen Logik. Dies spiegelt sich in der Tatsache wider, dass die Theoreme der klassischen Logik in ihnen gültig sind. Sie gehen jedoch über die klassische Logik hinaus, indem sie zusätzliche neue Symbole und Theoreme enthalten. Das Ziel dieser Änderungen ist in der Regel entweder die Anwendung der logischen Herangehensweise auf neue Bereiche oder die Einführung einer höheren Abstraktionsebene, beispielsweise in Form einer Quantifizierung, die nicht nur auf singuläre Terme, sondern auch auf Prädikate oder Sätze angewendet werden, oder durch Wahrheitsprädikate. In diesem Sinne werden abweichende Logiken in der Regel als Rivalen der klassischen Logik angesehen, während erweiterte Logiken Ergänzungen zur klassischen Logik darstellen. Wichtige Beispiele für erweiterte Logiken sind die Modallogik und die Logik höherer Stufe.
Der Begriff „Modallogik“ bezieht sich, wenn er im weitesten Sinne verstanden wird, auf eine Vielzahl erweiterter Logiken, wie alethische, deontische oder temporale Modallogik. Im engeren Sinne ist er identisch mit der alethischen Modallogik. Während sich die klassische Logik nur damit beschäftigt, was wahr oder falsch ist, enthält die alethische Modallogik neue Symbole, um auszudrücken, was möglicherweise oder notwendigerweise wahr oder falsch ist. Diese Symbole haben die Form von Satzoperatoren. Normalerweise werden die Symbole "{\displaystyle \Diamond }" und "{\displaystyle \Box }" verwendet, um auszudrücken, dass der ihnen folgende Satz möglicherweise oder notwendigerweise wahr ist. Modallogiken enthalten auch verschiedene neue Inferenzregeln, die angeben, wie sich diese neuen Symbole in gültigen Argumenten verhalten. Ein Beispiel ist die Formel {\displaystyle \Box P\rightarrow \Diamond P}, die besagt, dass, wenn etwas notwendigerweise wahr ist, es auch möglicherweise wahr ist. Die anderen Formen der Modallogik neben der alethischen Modallogik wenden die gleichen Prinzipien auf verschiedene Bereiche an. In der deontischen Modallogik werden die Symbole "{\displaystyle \Diamond }" und "{\displaystyle \Box }" verwendet, um auszudrücken, welche Handlungen erlaubt oder obligatorisch sind; in der temporalen Logik drücken sie aus, was zu irgendeinem Zeitpunkt oder zu jedem Zeitpunkt der Fall ist; in der epistemischen Logik drücken sie aus, was mit den Überzeugungen einer Person vereinbar ist oder was diese Person weiß.
Verschiedene Inferenzregeln wurden als grundlegende Axiome der verschiedenen Modallogiken vorgeschlagen, aber es gibt keine allgemeine Einigkeit darüber, welche die richtigen sind. Eine einflussreiche Interpretation der Modaloperatoren, die auf Saul Kripke zurückgeht, versteht sie als Quantoren über mögliche Welten. Eine mögliche Welt ist eine vollständige und konsistente Weise, wie die Dinge hätten sein können. Zu sagen, dass etwas notwendigerweise wahr ist, bedeutet nach dieser Auffassung, dass es in allen zugänglichen möglichen Welten wahr ist. Ein Problem dieser Art von Charakterisierung ist, dass sie zirkulär zu sein scheint, da mögliche Welten selbst in Bezug auf modale Begriffe definiert werden, d. h. als Weisen, wie die Dinge hätten sein können.
Selbst wenn man sich auf die alethische Modallogik beschränkt, gibt es wiederum verschiedene Arten von Möglichkeit und Notwendigkeit, die mit diesen Begriffen gemeint sein können. Nach der physikalischen Modalität ist es zum Beispiel notwendig, dass ein Gegenstand fällt, wenn er fallen gelassen wird, da die Naturgesetze dies vorschreiben. Nach der logischen Modalität ist dies jedoch nicht notwendig, da die Naturgesetze auch anders hätten sein können, ohne dass dies zu einem logischen Widerspruch führt.
Logiken höherer Stufe erweitern die klassische Prädikatenlogik erster Stufe durch neue Formen der Quantifizierung. In der Logik erster Stufe ist die Quantifizierung auf Individuen beschränkt, wie in der Formel {\displaystyle \exists x({\text{Apfel}}(x)\land {\text{Süss}}(x))} (es gibt Äpfel, die süß sind). Logiken höherer Stufe erlauben Quantifizierungen nicht nur über Individuen, sondern auch über Prädikate, wie in {\displaystyle \exists P(P({\text{Mary}})\land P({\text{John}}))} (es gibt Eigenschaften, die Mary und John gemeinsam haben). Die erhöhte Ausdruckskraft der Logik höherer Stufe ist besonders für die Mathematik von Bedeutung. Beispielsweise sind für die Peano-Arithmetik und die Zermelo-Fraenkel-Mengenlehre in der Logik erster Stufe eine unendliche Anzahl von Axiomen erforderlich, während die Logik zweiter Stufe nur eine Handvoll Axiome benötigt, um dieselbe Aufgabe zu erfüllen. Diese gesteigerte Ausdruckskraft hat jedoch ihren Preis. Zum einen sind Theorien höherer Stufe unvollständig: Es ist nicht möglich, jeden wahren Satz auf der Grundlage der Axiome dieser Theorien zu beweisen. Bei Theorien der Logik erster Stufe ist dies hingegen möglich. Ein weiterer Nachteil ist, dass Logiken höherer Stufe zu einer Art Platonismus verpflichtet zu sein scheinen, da sie nicht nur über Individuen quantifizieren, sondern auch über Eigenschaften und Beziehungen.

#### Abweichend
Abweichende Logiken sind insofern Formen der Logik, dass sie das gleiche Ziel verfolgen wie die klassische Logik: eine Darstellung davon zu geben, welche Schlussfolgerungen gültig sind. Sie unterscheiden sich von der klassischen Logik, da sie eine andere Darstellung geben. Die intuitionistische Logik lehnt beispielsweise den Satz vom ausgeschlossenen Dritten ab, der eine gültige Schlussform in der klassischen Logik ist. Diese Ablehnung beruht auf der Idee, dass die mathematische Wahrheit von der Überprüfung durch einen Beweis abhängt. Das Gesetz versagt für Fälle, in denen kein solcher Beweis möglich ist, welche es nach den Gödelschen Unvollständigkeitssätzen in jedem hinreichend starken formalen System gibt. Die freie Logik unterscheidet sich von der klassischen Logik dadurch, dass sie weniger existenzielle Voraussetzungen hat: Sie erlaubt nicht-bezeichnende Ausdrücke, d. h. Terme, die sich nicht auf Objekte innerhalb der Domäne beziehen. Eine zentrale Motivation für diese Art der Modifikation ist, dass die freie Logik zur Analyse von Diskursen mit leeren singulären Termen verwendet werden kann, wie in dem Ausdruck „Der Weihnachtsmann existiert nicht“. Die mehrwertige Logik ist eine Logik, die zusätzliche Wahrheitswerte neben wahr und falsch in der klassischen Logik zulässt. In diesem Sinne lehnt sie das Prinzip der Bivalenz der Wahrheit ab. In einer einfachen Form der dreiwertigen Logik wird beispielsweise ein dritter Wahrheitswert eingeführt: unbestimmt.

## Grundbegriffe

### Wahrheit
In der Logik wird Wahrheit gewöhnlich als eine Eigenschaft von Propositionen oder Sätzen angesehen. Sie spielt eine zentrale Rolle in der Logik, da die Gültigkeit oft in Bezug auf Wahrheit definiert wird: Eine Schlussfolgerung ist dann und nur dann gültig, wenn es unmöglich ist, dass ihre Prämissen wahr und ihre Konklusion falsch sind. Wahrheitstheorien versuchen, die Natur der Wahrheit zu beschreiben. Nach den Korrespondenztheorien ist eine Aussage wahr, wenn sie der Realität entspricht, d. h. wenn sie die Dinge so darstellt, wie sie tatsächlich sind. Kohärenztheorien hingegen setzen Wahrheit mit Kohärenz gleich. Nach dieser Auffassung ist eine Proposition wahr, wenn sie ein kohärenter Teil einer bestimmten Menge von Propositionen ist, d. h. wenn diese Propositionen miteinander konsistent sind und sich gegenseitig inferenziell unterstützen. Nach pragmatischen Wahrheitstheorien hängt die Wahrheit einer Proposition von ihrem Bezug zur Praxis ab. Einige Versionen behaupten, dass eine Proposition dann wahr ist, wenn der Glaube an sie nützlich ist, wenn sie das ideale Ergebnis einer endlosen Untersuchung ist oder wenn sie die Standards der gerechtfertigten Behauptbarkeit erfüllt. Deflationäre Wahrheitstheorien sehen Wahrheit als einen eher leeren Begriff, der keine interessante eigene Natur aufweist. Nach dieser Auffassung ist die Behauptung, dass eine Proposition wahr ist, dasselbe wie die Behauptung der Proposition selbst. Weitere wichtige Themen in der Philosophie der Logik, die sich mit der Wahrheit befassen, sind der Wert der Wahrheit, das Lügnerparadoxon und das Prinzip der Bivalenz der Wahrheit.

#### Logische Wahrheit
Im Mittelpunkt der Logik steht der Begriff der logischen Wahrheit. Logische Wahrheit wird oft im Sinne der analytisch-synthetischen Unterscheidung verstanden: Eine Proposition ist analytisch wahr, wenn ihre Wahrheit nur von den Bedeutungen der Begriffe abhängt, aus denen sie besteht. Synthetische Propositionen hingegen zeichnen sich dadurch aus, dass ihre Wahrheit von nicht-logischen oder empirischen Faktoren abhängt. Dies wird manchmal dadurch ausgedrückt, dass analytische Wahrheiten Tautologien sind, deren Verneinung einen Widerspruch bedeuten würde, während synthetische Propositionen sowohl wahr als auch falsch sein können. In diesem Sinne ist die Proposition „Alle Junggesellen sind unverheiratet“ analytisch wahr, da das Unverheiratetsein Teil der Definition des Begriffs „Junggeselle“ ist. Die Proposition „einige Junggesellen sind glücklich“ ist dagegen synthetisch wahr, da sie von empirischen Faktoren abhängt, die nicht in der Bedeutung ihrer Begriffe enthalten sind. Es wurde jedoch infrage gestellt, ob diese Unterscheidung haltbar ist. So hat Willard Van Orman Quine beispielsweise argumentiert, dass es keine rein analytischen Wahrheiten gibt, d. h. dass alle Propositionen zu einem gewissen Grad empirisch sind. Andere haben aber die analytisch-synthetische Unterscheidung ausdrücklich gegen Quines Kritik verteidigt.
Ob logische Wahrheiten mit analytischen Wahrheiten identifiziert werden können, wird jedoch nicht immer akzeptiert. Ein anderer Ansatz charakterisiert logische Wahrheiten in Bezug auf eine kleine Teilmenge der Bedeutungen aller Begriffe: die sogenannten logischen Konstanten oder Synkategoremata. Dazu gehören propositionale Konnektoren, wie „und“ oder „wenn-dann“, Quantoren, wie „für einige“ oder „für alle“, und die Identität. Die Aussagenlogik befasst sich nur mit der Wahrheit aufgrund von propositionalen Konnektoren, während die Prädikatenlogik auch Wahrheiten aufgrund der Verwendung von Quantoren und Identität untersucht. Erweiterte Logiken führen noch mehr logische Konstanten ein, wie Möglichkeit und Notwendigkeit in der Modallogik. Ein Satz ist allein aufgrund der logischen Konstanten wahr, wenn alle nicht-logischen Terme frei durch andere Terme des entsprechenden Typs ersetzt werden können, ohne dass sich der Wahrheitswert des Satzes ändert. Beispielsweise ist der Satz „Es regnet, wenn es regnet“ allein aufgrund seiner logischen Form wahr, weil alle derartigen Ersetzungen, wie die Ersetzung des Ausdrucks „es regnet“ durch den Ausdruck „Sokrates ist weise“, ebenfalls zu wahren Sätzen führen. Ein Problem bei dieser Charakterisierung der Logik besteht darin, dass nicht immer klar ist, wie die Unterscheidung zwischen logischen Konstanten und anderen Symbolen zu ziehen ist. Während es in den paradigmatischen Fällen kaum Kontroversen gibt, bestehen verschiedene Grenzfälle, in denen es keine guten Kriterien für die Entscheidung der Frage zu geben scheint.

### Prämissen und Konklusionen
Es gibt verschiedene Diskussionen über die Natur von Prämissen und Konklusionen. Es besteht weitgehend Einigkeit darüber, dass sie Wahrheitsträger sein müssen, d. h. dass sie entweder wahr oder falsch sind. Dies ist notwendig, damit sie ihre logische Rolle erfüllen können. Sie werden traditionell als Gedanken oder Propositionen verstanden, d. h. als mentale oder abstrakte Objekte. Dieser Ansatz wurde von verschiedenen Philosophen abgelehnt, da es sich als schwierig erwiesen hat, eindeutige Identitätskriterien für diese Arten von Entitäten festzulegen. Ein alternativer Ansatz besagt, dass nur Sätze als Prämissen und Konklusionen fungieren können. Propositionen sind eng mit Sätzen verwandt, da sie die Bedeutung von Sätzen sind: Sätze drücken Propositionen aus. Dieser Ansatz ist jedoch seinerseits mit verschiedenen Problemen konfrontiert. Eines besteht darin, dass die Bedeutung von Sätzen in der Regel kontextabhängig ist. Daher kann es vorkommen, dass dieselbe Schlussfolgerung in einem Kontext gültig und in einem anderen ungültig ist. Ein weiteres Problem besteht darin, dass einige Sätze mehrdeutig sind, d. h. dass es manchmal von der eigenen Interpretation abhängt, ob eine Schlussfolgerung gültig ist oder nicht.
Ein wichtiger Aspekt sowohl von Propositionen als auch von Sätzen ist, dass sie entweder einfach oder komplex sein können. Komplexe Propositionen bestehen aus einfachen Propositionen, die durch propositionale Konnektoren miteinander verbunden sind. Einfache Propositionen haben keine anderen Propositionen als ihre Teile, aber sie werden normalerweise so verstanden, dass auch sie aus anderen Entitäten aufgebaut sind: aus subpropositionalen Teilen, wie singuläre Terme und Prädikate. Beispielsweise besteht die einfache Proposition „Mars ist rot“ aus dem singulären Term „Mars“, auf den das Prädikat „rot“ angewendet wird. Im Gegensatz dazu besteht die Proposition „Mars ist rot und Venus ist weiß“ aus zwei Propositionen, die durch den propositionalen Konnektor „und“ verbunden sind. Im einfachsten Fall sind diese Konnektoren wahrheitsfunktionale Konnektoren: Der Wahrheitswert der komplexen Proposition ist eine Funktion der Wahrheitswerte ihrer Bestandteile. So ist die Proposition „Mars ist rot und Venus ist weiß“ wahr, weil die beiden Propositionen, aus denen sie besteht, wahr sind. Der Wahrheitswert einfacher Propositionen hingegen hängt von ihren subpropositionalen Teilen ab. Dies wird gewöhnlich in Bezug auf Referenz verstanden: Ihre Wahrheit wird dadurch bestimmt, wie sich ihre subpropositionalen Teile auf die Welt, d. h. auf außersprachliche Objekte, beziehen. Diese Beziehung wird von Referenztheorien untersucht, die zu spezifizieren versuchen, wie sich singuläre Terme auf Objekte beziehen und wie Prädikate auf diese Objekte angewendet werden. Im Falle von singulären Termen sind populäre Vorschläge, dass sich der singuläre Term entweder durch eine bestimmte Beschreibung oder auf der Grundlage kausaler Beziehungen auf sein Objekt bezieht. Im ersteren Sinne kann der Name „Aristoteles“ als die definite Kennzeichnung „der Schüler Platons, der Alexander lehrte“ verstanden werden. Prädikate werden oft so verstanden, dass sie sich entweder auf Universalien, Begriffe oder Klassen von Objekten beziehen.

### Schlussfolgerung und Argument
Eine Schlussfolgerung ist der Prozess des Schließens von Prämissen zu einer Konklusion. Die Beziehung zwischen den Prämissen und der Konklusion wird als „logische Konsequenz“ bezeichnet. Ein Argument besteht aus den Prämissen, der Konklusion und der Beziehung zwischen ihnen. Die Begriffe „Schlussfolgerung“, „Argument“, „Inferenz“ und „logische Konsequenz“ werden jedoch häufig synonym verwendet. Ein komplexes Argument ist ein Argument, das mehrere Schritte umfasst, in denen die Konklusionen früherer Schritte als Prämissen der folgenden Schritte fungieren. Schlussfolgerungen und Argumente können richtig oder falsch sein. Dies hängt davon ab, ob die Prämissen die Konklusion tatsächlich stützen oder nicht, d. h. ob die Konklusion aus den Prämissen folgt. Beispielsweise folgt aus „Kelly ist nicht sowohl zu Hause als auch in der Arbeit“ und „Kelly ist zu Hause“, dass „Kelly nicht in der Arbeit ist“. Daraus folgt aber nicht, dass „Kelly ein Fußballfan ist“.
Eine wichtige Unterscheidung bei den Schlussfolgerungen ist die zwischen deduktiven und ampliativen Schlussfolgerungen, die auch als monotone und nicht-monotone Schlussfolgerungen bezeichnet werden. Nach Alfred Tarski hat die deduktive Schlussfolgerung drei zentrale Merkmale: (1) sie ist formal, d. h. sie hängt nur von der Form der Prämissen und der Konklusion ab; (2) sie ist a priori, d. h. es ist keine Sinneserfahrung erforderlich, um festzustellen, ob sie gilt; (3) sie ist modal, d. h. sie gilt notwendigerweise für die gegebenen Propositionen, unabhängig von allen anderen Umständen. Deduktive Schlussfolgerungen sind notwendigerweise wahrheitserhaltend: Die Konklusion kann nicht falsch sein, wenn alle Prämissen wahr sind. Aus diesem Grund können sie keine neuen Informationen einführen, die nicht bereits in den Prämissen enthalten sind, und sind in diesem Sinne uninformativ. Ein Problem bei der Charakterisierung deduktiver Schlussfolgerungen als uninformativ besteht darin, dass dies zu suggerieren scheint, dass sie nutzlos sind, d. h. es wird nicht erklärt, warum jemand sie verwenden oder studieren sollte. Diese Schwierigkeit kann durch die Unterscheidung zwischen Tiefeninformation und Oberflächeninformation angegangen werden. Nach dieser Auffassung ist die deduktive Logik auf der Ebene der Tiefeninformation uninformativ, kann aber dennoch auf der Ebene der Oberflächeninformation zu überraschenden Ergebnissen führen, indem sie bestimmte Aspekte auf eine neue Weise darstellt.
Ampliative Schlussfolgerungen hingegen sind informativ, da sie darauf abzielen, neue Informationen zu liefern. Dies geschieht auf Kosten des Verlustes des notwendigerweise wahrheitserhaltenden Charakters. Die bekannteste Form des ampliativen Schlussfolgerns ist die Induktion. Eine induktive Schlussfolgerung beinhaltet einzelne Propositionen als Prämissen, aus denen entweder eine weitere einzelne Proposition oder eine Verallgemeinerung als Konsequenz abgeleitet wird. Deduktive Schlüsse sind die paradigmatische Form des Schließens und stehen im Mittelpunkt der Logik. Aber viele Schlussfolgerungen, die in den empirischen Wissenschaften und im alltäglichen Diskurs gezogen werden, sind ampliative Schlussfolgerungen.

### Gültigkeit und Fehlschlüsse
Ein zentrales Problem der Logik besteht darin, richtige oder gültige Argumente von falschen oder ungültigen zu unterscheiden. Die Philosophie der Logik untersucht Fragen wie die, was es bedeutet, dass ein Argument gültig ist. Dazu gehört die Frage, wie diese Art der Unterstützung zu verstehen ist bzw. nach welchen Kriterien eine Prämisse eine Konklusion unterstützt. Einige Logiker definieren gültige Schlussfolgerung oder logische Konsequenz in Bezug auf die logische Notwendigkeit: Die Konklusion folgt aus den Prämissen, wenn es unmöglich ist, dass die Prämissen wahr und die Konklusion falsch sind. Dies kann auch so ausgedrückt werden, dass die Konjunktion der Prämissen und die Negation der Konklusion logisch unmöglich ist. Diese Auffassung bringt das Prinzip ex falso quodlibet mit sich, d. h. dass alles aus einem Widerspruch folgt. Gültige Schlussfolgerungen können aber auch durch Schlussregeln charakterisiert werden. Die Schlussregeln bestimmen den Übergang von den Prämissen zur Konklusion. Nach dieser Auffassung ist eine Schlussfolgerung gültig, wenn sie einer geeigneten Schlussregel entspricht.
Eng verwandt mit dem Begriff der gültigen Schlussfolgerung ist der Begriff der Bestätigung. Gültige Schlussfolgerungen gehören zur formalen Logik und werden mit deduktiv gültigen Argumenten in Verbindung gebracht. Aber viele Argumente, die in den Wissenschaften und im alltäglichen Sprachgebrauch zu finden sind, unterstützen ihre Konklusion, ohne deren Wahrheit zu garantieren. Sie fallen in den Bereich der informalen Logik und können ebenfalls in gute und schlechte Argumente unterteilt werden. In diesem Sinne können Beobachtungen beispielsweise als empirische Evidenz dienen, die eine wissenschaftliche Hypothese stützen. Dies wird häufig im Sinne von Wahrscheinlichkeit verstanden, d. h. dass die Evidenz die Wahrscheinlichkeit erhöht, dass die Hypothese wahr ist.
Von besonderem Interesse sind die sogenannten Fehlschlüsse, also falsche Argumente, die richtig zu sein scheinen. Sie sind falsch, weil die Prämissen die Konklusion nicht in der angenommenen Weise stützen. Aufgrund ihres irreführenden Anscheins können sie Menschen dazu verleiten, sie zu akzeptieren und zu verwenden. Häufig werden drei Faktoren als Fehlerquellen ausgemacht: Form, Inhalt und Kontext. Die Form eines Arguments bezieht sich auf seine Struktur, d. h. welche Schlussregel es anwendet. Fehler auf der Formebene beinhalten die Verwendung ungültiger Schlussregeln. Ein Argument, das auf der inhaltlichen Ebene fehlerhaft ist, verwendet falsche Propositionen als Prämissen. Der Kontext eines Arguments bezieht sich auf die Situation, in der es verwendet wird, und auf die Rolle, die es spielen soll. Ein Argument kann ein Fehlschluss sein, wenn es nicht die ihm zugedachte Rolle spielt, wie beim Strohmann-Fehlschluss, wenn der Argumentierende eine übermäßig schwache Position angreift, die der Gegner nicht vertritt.
Anhand dieser Fehlerquellen lässt sich eine wichtige Unterscheidung zwischen Fehlschlüssen treffen: die zwischen formalen und informalen Fehlschlüssen. Formale Fehlschlüsse beziehen sich auf die formale Logik und beinhalten nur Formfehler durch Anwendung einer ungültigen Schlussregel. Die Verneinung des Vordersatzes ist eine Art formaler Fehlschluss, wie in „Wenn Othello ein Junggeselle ist, dann ist er männlich. Othello ist kein Junggeselle. Daher ist Othello nicht männlich“. Informale Fehlschlüsse gehören zur informalen Logik und ihre Hauptfehlerquelle liegt auf der Ebene des Inhalts und des Kontexts. Falsche Dilemmata basieren beispielsweise auf einer falschen disjunktiven Prämisse, die die Realität übermäßig vereinfacht, indem sie gangbare Alternativen ausschließt, wie in „Stacey hat sich gegen den Kapitalismus ausgesprochen, also muss sie eine Kommunistin sein“.
Da die Logik Argumente als gut oder schlecht bewertet, steht sie vor dem Problem der Art und der Rechtfertigung der Normen, die diese Bewertungen leiten. Dies ist vergleichbar mit Fragen der Metaethik, wie moralische Normen zu rechtfertigen sind. Eine Herangehensweise an dieses Problem besteht darin, die Normen der Logik als Verallgemeinerungen der Schlussfolgerungspraktiken in der natürlichen Sprache oder den Wissenschaften zu charakterisieren. Auf diese Weise wird die Rechtfertigung aus den Bewertungen von guten und schlechten Schlussfolgerungen geerbt, die in dem entsprechenden Bereich verwendet werden.

### Definitorische und strategische Regeln
Eine wichtige Unterscheidung zwischen den Regeln der Logik ist die zwischen definitorischen und strategischen Regeln. Schlussregeln sind definitorische Regeln: Sie bestimmen, welche Schlussfolgerungen gültig sind. Während es das Hauptziel der Logik ist, gültige von ungültigen Schlussfolgerungen zu unterscheiden, gibt es auch ein sekundäres Ziel, das oft mit der Logik in Verbindung gebracht wird: zu bestimmen, welche Schlussfolgerungsschritte erforderlich sind, um eine bestimmte Aussage auf der Grundlage einer Reihe von Prämissen zu beweisen oder zu widerlegen. Dies ist der Bereich der strategischen Regeln. Die Schlussregeln legen fest, welche Schritte erlaubt sind, aber sie schweigen darüber, welche Schritte unternommen werden müssen, um zu einer bestimmten Konklusion zu gelangen. Der Unterschied zwischen definitorischen und strategischen Regeln findet sich nicht nur in der Logik, sondern auch in verschiedenen Spielen. Beim Schach zum Beispiel legen die definitorischen Regeln fest, dass Läufer nur diagonal ziehen dürfen, während strategische Regeln beschreiben, wie die erlaubten Züge verwendet werden können, um eine Partie zu gewinnen, z. B. indem man das Zentrum kontrolliert oder den eigenen König schützt. Die Befolgung definitorischer Regeln entscheidet darüber, ob man Schach oder etwas anderes spielt, während die Befolgung strategischer Regeln darüber entscheidet, ob man ein guter oder ein schlechter Schachspieler ist. Sowohl definitorische als auch strategische Regeln sind von empirischen deskriptiven Regeln zu unterscheiden, die verallgemeinern, wie Menschen tatsächlich Schlussfolgerungen ziehen, ob richtig oder falsch. In diesem Sinne sind definitorische Regeln permissiv und strategische Regeln präskriptiv, während empirische Verallgemeinerungen deskriptiv sind. Die Verletzung der definitorischen Regeln der Logik führt dazu, dass man einen Fehlschluss begeht. Es wurde argumentiert, dass der fast ausschließliche Fokus der Logiker auf die definitorischen Regeln der Logik nicht gerechtfertigt ist. Aus dieser Sicht sollte stattdessen den strategischen Regeln mehr Bedeutung beigemessen werden, da viele Anwendungen der Logik, wie das Problem der rationalen Glaubensänderung, mehr von strategischen Regeln als von definitorischen Regeln abhängen.

## Metaphysik der Logik
Die Philosophie der Logik ist in vielerlei Hinsicht eng mit der Philosophie der Mathematik verwandt, insbesondere in Bezug auf ihre metaphysischen Aspekte. Die Metaphysik der Logik befasst sich mit dem metaphysischen Status ihrer Objekte und der sie regelnden Gesetze. Die Theorien innerhalb der Metaphysik der Logik lassen sich grob in realistische und nicht-realistische Positionen unterteilen.
Logische Realisten vertreten die Auffassung, dass die Gesetze der Logik objektiv sind, d. h. unabhängig vom Menschen und seiner Denkweise. Nach dieser Auffassung gehören die in der Logik gefundenen Strukturen zur Welt selbst. Nach einer von Sandra LaPointe vorgeschlagenen Definition besteht der logische Realismus aus zwei Thesen: dass es logische Tatsachen gibt und dass sie unabhängig von unserer kognitiven und sprachlichen Beschaffenheit und Praxis sind. Der logische Realismus wird oft aus der Perspektive des Platonismus interpretiert, d. h. dass es einen intelligiblen Realitätsbereich abstrakter Objekte gibt, der die Objekte der Logik umfasst. Aus dieser Sicht wird Logik nicht erfunden, sondern entdeckt. Eine wichtige Folge dieser Position ist, dass es eine klare Kluft zwischen den Tatsachen der Logik selbst und unseren Glaubenshaltungen zu diesen Tatsachen gibt. Eine Schwierigkeit dieser Position besteht darin, zu klären, welcher Sinn von Unabhängigkeit gemeint ist, wenn man sagt, dass die Logik unabhängig vom Menschen ist. Wenn dies im strengsten Sinne verstanden wird, wäre keine Erkenntnis von ihr möglich, da eine völlig unabhängige Realität keine Rolle im menschlichen Bewusstsein spielen könnte. Ein weiteres Problem besteht darin, die Beziehung zwischen der einen Welt und den vielen verschiedenen vorgeschlagenen logischen Systemen zu erklären. Dies würde darauf hindeuten, dass es nur eine wahre Logik gibt und alle anderen logischen Systeme entweder falsch oder unvollständig sind.
Der logische Realismus wird von Anti-Realisten abgelehnt, die der Meinung sind, dass die Logik kein objektives Merkmal der Realität beschreibt. Der Anti-Realismus in Bezug auf die Logik nimmt oft die Form des Konzeptualismus oder Psychologismus an, bei denen die Objekte der Logik aus mentalen Vorstellungen bestehen oder die logischen Gesetze mit psychologischen Gesetzen identifiziert werden. Dazu kann auch die These gehören, dass die Gesetze der Logik nicht a priori erkennbar sind, wie oft behauptet wird, sondern dass sie durch die Methoden der experimentellen Untersuchung entdeckt werden. Ein Argument für den Psychologismus beruht auf der Idee, dass die Logik eine Teildisziplin der Psychologie ist: Sie untersucht nicht alle Denkgesetze, sondern nur die Teilmenge der Gesetze, die dem gültigen Schlussfolgern entsprechen. Ein weiteres Argument konzentriert sich auf die These, dass wir logische Wahrheiten durch das Gefühl der Evidenz erkennen, welches wiederum von der Psychologie untersucht wird. Gegen den Psychologismus sind verschiedene Einwände erhoben worden, insbesondere in der deutschen Philosophie um die Wende zum 20. Jahrhundert im sogenannten „Psychologismus-Streit“. Ein Einwand konzentriert sich auf die These, dass die Gesetze der Logik a priori bekannt sind, was für die von der Psychologie untersuchten empirischen Gesetze nicht zutrifft. Ein anderer weist darauf hin, dass psychologische Gesetze in der Regel vage sind, während die Logik eine exakte Wissenschaft mit genauen Gesetzen ist.
Der Konventionalismus ist eine weitere Form des Anti-Realismus, bei der die logischen Wahrheiten von den Bedeutungen der verwendeten Begriffe abhängen, welche wiederum von sprachlichen Konventionen abhängen, die von einer Gruppe von Personen angenommen werden. Ein Problem dieser Position besteht darin, eine klare Definition des Begriffs „Konvention“ zu liefern. Konventionen sind weitläufig beobachtete Regelmäßigkeiten. Aber nicht jede weitläufig beobachtete Regelmäßigkeit ist eine Konvention: Konventionen beinhalten einen bestimmten normativen Faktor, der richtiges von falschem Verhalten unterscheidet, während unregelmäßiges Verhalten nicht automatisch falsch ist. Ein weiteres Problem betrifft die Tatsache, dass Konventionen kontingent sind, während logische Wahrheiten notwendig sind. Dies wirft Zweifel an der Möglichkeit auf, logische Wahrheiten anhand von Konventionen zu definieren, es sei denn, es könnte eine plausible Erklärung gegeben werden, wie kontingente Konventionen notwendige Wahrheiten begründen können.

## Beziehung zu anderen Disziplinen

### Ontologie
Ein zentrales Thema der Ontologie ist das Problem der Existenz, d. h. die Frage, ob eine Entität oder eine bestimmte Art von Entität existiert. Einigen Theoretikern zufolge besteht das Hauptziel der Ontologie lediglich darin, zu bestimmen, was existiert und was nicht existiert. Die Frage der Existenz steht in engem Zusammenhang mit singulären Termen, wie Namen, und Existenzquantoren ({\displaystyle \exists x}): Es wird häufig die Auffassung vertreten, dass diese Ausdrücke existenzielle Voraussetzungen oder ontologische Verpflichtungen mit sich bringen. Nach dieser Auffassung beinhalten Sätze wie "{\displaystyle \exists x({\text{Apfel}}(x))}" and "{\displaystyle {\text{Pferd}}({\text{Pegasus}})}" ontologische Verpflichtungen hinsichtlich der Existenz von Äpfeln bzw. Pegasus. Der berühmteste Verfechter dieses Ansatzes ist Willard Van Orman Quine, der argumentiert, dass die ontologischen Verpflichtungen jeder beliebigen Theorie dadurch bestimmt werden können, dass man sie in die Logik erster Stufe übersetzt und die ontologischen Verpflichtungen an den in dieser Übersetzung verwendeten Existenzquantoren abliest.
Ein Problem bei diesem Ansatz besteht darin, dass er zu verschiedenen kontroversen ontologischen Verpflichtungen führen kann. Die Mathematik quantifiziert zum Beispiel über Zahlen in Sätzen wie „es gibt Primzahlen zwischen 1000 und 1010“. Dies würde bedeuten, dass die ontologische Verpflichtung zur Existenz von Zahlen, also der Realismus in Bezug auf Zahlen, bereits in die Mathematik eingebaut ist. Ein weiteres Problem ergibt sich aus der Tatsache, dass die natürliche Sprache viele Namen für imaginäre Entitäten, wie Pegasus oder Weihnachtsmann enthält. Wenn aber Namen mit existenziellen Verpflichtungen einhergehen, dann wären Sätze wie „Der Weihnachtsmann existiert nicht“ widersprüchlich. Innerhalb der Ontologie werden diese Probleme manchmal mithilfe des Platonismus oder Psychologismus angegangen, indem man davon ausgeht, dass die problematischen Entitäten zwar existieren, aber nur in Form von abstrakten oder mentalen Objekten, während ihnen eine konkrete oder materielle Existenz abgesprochen wird. Innerhalb der Logik können diese Probleme durch die Verwendung bestimmter Formen der nicht-klassischen Logik vermieden werden. Die freie Logik lässt beispielsweise leere singuläre Terme zu, die kein Objekt in der Domäne bezeichnen und daher keine ontologischen Verpflichtungen mit sich bringen. Dies wird häufig mit einem Existenzprädikat kombiniert, mit dem angegeben werden kann, ob ein singulärer Term ein Objekt in der Domäne bezeichnet. Aber die Rede von der Existenz als einem Prädikat ist umstritten. Die Gegner dieses Ansatzes weisen häufig darauf hin, dass Existenz eine Voraussetzung dafür ist, dass ein Objekt überhaupt Prädikate haben kann, und daher nicht selbst eines von ihnen sein kann.
Die Frage der Existenz bringt ihre eigenen Probleme im Fall von Logiken höherer Stufe mit sich. In der Logik zweiter Stufe gibt es beispielsweise existenzielle Quantifizierung nicht nur für singuläre Terme, sondern auch für Prädikate. Dies wird oft so verstanden, dass sie ontologische Verpflichtungen nicht nur zu regulären Objekten mit sich bringt, sondern auch zu Eigenschaften und Beziehungen, die von diesen Objekten instanziiert werden. Diese Position ist als Realismus bekannt und wird in der zeitgenössischen Philosophie aufgrund naturalistischer Überlegungen oft abgelehnt. Sie steht im Gegensatz zum Nominalismus, der Auffassung, dass nur Individuen existieren.

### Mathematik
Mathematik und Logik sind auf verschiedene Weise miteinander verbunden. Beide gelten als formale Wissenschaften und in vielen Fällen verliefen die Entwicklungen in diesen beiden Bereichen parallel. Die Aussagenlogik ist beispielsweise eine Form der Booleschen Algebra. Es wird oft behauptet, dass Mathematik im Prinzip in der Logik erster Stufe zusammen mit der Mengenlehre begründet werden kann. Metamath ist ein Beispiel für ein solches Projekt. Es basiert auf 20 Axiomen der Aussagenlogik, der Prädikatenlogik erster Stufe und der Zermelo-Fraenkel-Mengenlehre und hat bereits eine beträchtliche Anzahl mathematischer Theoreme auf der Grundlage dieser Axiome bewiesen. Eng verbunden mit diesem Projekt ist der Logizismus: die von Gottfried Wilhelm Leibniz und Gottlob Frege vertretene These, dass die Arithmetik auf die Logik allein reduzierbar ist. Dies würde bedeuten, dass jede arithmetische Aussage, wie „2 + 2 = 4“, in rein logischen Begriffen ausgedrückt werden kann, d. h. ohne Verwendung von Zahlen oder arithmetischen Operatoren wie der Addition. In diesem Fall wären alle Theoreme der Arithmetik aus den Axiomen der Logik ableitbar. Ob diese These richtig ist, hängt davon ab, wie man den Begriff „Logik“ versteht. Bezieht sich „Logik“ nur auf die Axiome der Prädikatenlogik erster Stufe, so ist sie falsch.  Aber wenn man die Mengenlehre oder die Logik höherer Stufe darin einbezieht, dann ist die Arithmetik auf die Logik reduzierbar.

### Computerwissenschaft
Eine wichtige Beziehung zwischen Logik und Computerwissenschaft ergibt sich aus den Parallelen zwischen propositionalen Konnektoren der Aussagenlogik und den Logikgattern in der Informatik: Beide folgen den Gesetzen der Booleschen Algebra. Aussagen sind entweder falsch oder wahr, während die Eingänge und Ausgänge von Logikgattern mit 0 und 1 bezeichnet werden. Beide verwenden Wahrheitstabellen, um die Funktionsweise von propositionalen Konnektoren und Logikgattern zu veranschaulichen. Eine weitere wichtige Beziehung zur Logik besteht in der Entwicklung von Logiksoftware, die Logiker bei der Formulierung von Beweisen unterstützen oder den Prozess sogar automatisieren kann. Prover9 ist ein Beispiel für einen automatisierten Theorembeweiser für die Logik erster Stufe.

### Psychologie
Eine sehr enge Verbindung zwischen Psychologie und Logik kann gezogen werden, wenn man die Logik als die Wissenschaft von den Denkgesetzen versteht. Ein wichtiger Unterschied zwischen Psychologie und Logik im Lichte dieser Charakterisierung ist, dass die Psychologie eine empirische Wissenschaft ist, die darauf abzielt, zu untersuchen, wie Menschen tatsächlich denken. Die Logik hingegen hat das Ziel, die Gesetze des richtigen Denkens zu entdecken, unabhängig davon, ob das tatsächliche menschliche Denken oft hinter diesem Ideal zurückbleibt. Der Psychologe Jean Piaget wandte die Logik auf die Psychologie an, indem er sie nutzte, um verschiedene Stadien der menschlichen psychologischen Entwicklung zu identifizieren. Seiner Ansicht nach tritt die Fähigkeit zum logischen Denken erst in einem bestimmten Stadium der kindlichen Entwicklung auf und kann als Kriterium zur Unterscheidung von früheren Stadien herangezogen werden.